# Peziza natrophila
Peziza natrophila är en svampart som beskrevs av A.Z.M. Khan 1977. Peziza natrophila ingår i släktet Peziza och familjen Pezizaceae.   Inga underarter finns listade i Catalogue of Life.